# Правобережный (Ростовская область)
Правобере́жный — посёлок в Орловском районе Ростовской области.
Входит в состав Волочаевского сельского поселения.

## Население
| 2010 |
| ---- |
| 170  |

## История
В 1987 году указом Президиума Верховного Совета РСФСР посёлку второй фермы совхоза Орловский присвоено наименование Правобережный.

## Улицы
- ул. Восточная,
- ул. Западная,
- ул. Молодёжная.